# Payne Fisher
Payne Fisher (1616-1693) est un poète anglais du XVIIe siècle.

## Jeunesse et formation
Fisher est le fils de Payne Fisher, un des capitaines de la garde royale de Charles Ier tandis que celui-ci est dans le comté du Oxfordshire et petit-fils de Sir William Fisher. Il naît à Warford (en) dans le comté du Hampshire, chez son grand-père maternel, Sir Thomas Neale. Il s'inscrit au Hart Hall d'Oxford en 1634. Trois ans plus tard, il passe au Magdalene College de l'université de Cambridge. Pendant son séjour à Cambridge, il développe « un esprit vagabond » et un penchant pour la poésie. Il quitte soudain l'université vers 1638 et entre dans l'armée aux Pays-Bas.
De retour en Angleterre peu après, il s'engage comme enseigne dans une armée levée en 1639 par Charles Ier pour participer aux guerres des évêques et durant cette campagne militaire fait la connaissance du cavalier-poète Richard Lovelace. Par la suite, Fisher prend du service en Irlande où il s'élève au rang de capitaine et de retour vers 1644, est fait sergent-major d'un régiment d'infanterie dans l'armée royaliste grâce à l'influence de Lord Chichester. Sur ordre du prince Rupert du Rhin, il marche à la tête de trois cents hommes pour délivrer York.
Fisher est présent à la bataille de Marston Moor mais se retrouve du côté des perdants. Il déserte la cause royaliste après la bataille et se rend à Londres où il vit comme il peut de sa plume.

## Fin de vie
La personne de Fisher est trop notoire pour lui gagner une quelconque faveur grâce à ses flatteries et il vit pauvre et dédaigné après la Restauration anglaise. Mort dans un café du Old Bailey le 2 avril 1693, Fisher est enterré le 6 avril dans un cimetière appartenant à l'église St Sepulchre-without-Newgate. William Winstanley résume la personnalité de Fisher avec ces mots : « Un notable artisan de vers latins qui avait bien mérité de son pays, dont le lucre et l'ambition privée n'ont pas soumis sa plume pour favoriser la réussite de la rébellion ». Winstanley ajoute qu'il avait l'intention de « mettre en mémoire les monuments des églises de Londres et de Westminster, mais la mort l'en empêcha ».

## Œuvres
Le premier poème de Fisher, publié en 1650 et célébrant la victoire des parlementaires à Marston Moor, est intitulé Marston Moor, Eboracense carmen; cum quibusdam miscellaneis opera studioque Pagani Piscatoris Londres, 1650. Il écrit toujours sous son nom ou celui de Fitzpaganus Fisher. Par son aptitude à écrire des vers latins et ses facultés à la flatterie ou, comme l'exprime Anthony Wood, par sa capacité « à extirper de l'argent à ceux qui se plaisent à voir leurs noms imprimés », Fisher devient bientôt le poète à la mode de son temps. Il est fait poète lauréat ou selon ses propres mots après la Restauration, « scribouillard » d'Oliver Cromwell.
Il écrit non seulement des panégyriques en latin et des odes de félicitations sur le « Protecteur », dédie ses œuvres au juge John Bradshaw, plus important des magnats parlementaires, mais aussi compose des panégyriques et épitaphes lors des décès de leurs généraux. Ainsi, le Irenodia Gratulatoria, sive illus. amplissimique Oliveri Cromwellii... Epinicion, Londres 1652, est dédié au président (Bradshaw) et au Conseil d'État et se termine par des odes sur les funérailles d'Edmund Ludlow et Edward Popham (en) (Londres, 1652). Dans un autre écrit, Veni vidi, vici, the Triumphs of the most Excellent and Illustrious Oliver Cromwell... set forth in a panegyric, written in Latin, and faithfully done into English verse by T. Manly (London, 1652, 8vo), est ajoutée une élégie sur la mort de Henry Ireton, Lord Deputy d'Irlande. L'Inauguratio Oliveriana, with other poems (Lond. 1654), est suivi l'année suivante d'Oratio Anniversaria in die Inaugurations... Olivari... (Londres, 1655, fol.), et de nouveau d'autres panégyriques sur le deuxième anniversaire de l'intronisation de son altesse (l'Oratio... et Paean Triumphalis, tous deux à Londres en 1657). Au Paean est ajoutée une épitaphe dédiée à l'amiral Robert Blake, qui, comme la plupart des odes et élégies de Fisher, est également publiée séparément en « grand format » (voir liste dans Wood, ed. Bliss, Athenæ Oxon. iv. 377, &c.)
Il célèbre les victoires de Dunkerque dans Epinicion vel elogium... Ludovici XIIII... pro nuperis victoriis in Flandria, praecipue pro desideratissima reductione Dunkirkæ captaa... sub confœderatis auspiciis Franco-Britannorum (Londres ? 1655 ?). Le livre s'ouvre sur avec portrait du roi français et se termine par des vers en français à la louange de son auteur. Fisher fait après cela cadeau à Samuel Pepys d'un exemplaire de son ouvrage « avec ses armes et à moi très délicatement dédicacé ». C'est une pratique habituelle du poète de mettre différentes consécrations à celles de ses œuvres que pourraient lui valoir la faveur des riches et des puissants.
Il essaie une fois de réciter une élégie latine sur l'archevêque Ussher à Christ Church (17 avril 1656) mais les étudiants font un tel tumulte qu'il ne tente jamais d'autre récitation à l'université. Il imprime « ce qu'il a fait » dans le Mercurius Politicus (1658), ce qui amène quelques vers de mirlitons satiriques de la part de Samuel Woodford dans Naps upon Parnassus (1658) (voir Wood). Ce n'est pas avant 1681 que l'élégie sur Ussher est publiée séparément, accompagnée d'une épitaphe sur le comte d'Ossory. Avec le retour des Stuarts, le serviteur des grands tourne son manteau et ses vers sont maintenant aussi extravagants dans la louange du roi Charles II qu'ils l'ont été en faveur du « Protecteur ». À la Restauration paraît un pamphlet intitulé Discours d'Oliver Cromwell, Henry Ireton et John John Bradshaw, destinés à avoir été prononcés lors de leur exécution à Tyburn le 30 juin 1660 mais pour de nombreuses raisons importantes omis, publiés par Marchamont Needham et Pagan Fisher, servants, poètes et pamphlétaires de son Altesse Infernale, 1660, (Bodl.)
Il passe plusieurs années à la prison de la Fleet d'où il publie deux textes sur les monuments et églises de la ville, écrits avant ou juste après le grand incendie de Londres. La première de ces compilations est intitulée A Catalogue of most of the Memorable Tombs, &c., in the Demolisht or yet extant Churches of London from St. Katherine's beyond the Tower to Temple Barre, écrit en 1666, publié en 1668, « deux ans après le grand incendie ». La seconde est The Tombs, Monuments, and Sepulchral Inscriptions lately visible in St. Paul's Cathedral... by Major P. F., student in antiquity, grandchild to the late Sir William Fisher and that most memorable knight, Sir Thomas Neale, by his wife, Elizabeth, sister to that so publick-spirited patriot, the late Sir Thomas Freke de Shroton dans le Dorset ; from the Fleet, with dedication to Charles II, after the fire, London, 1684. Plusieurs éditions de ces deux catalogues paraissent, dont celle révisée et éditée par G. B. Morgan, intitulée Catalogue of the Tombs in the Churches of the City of London en 1885.
Outre les travaux ci-dessus et une quantité d'autres odes et épitaphes, Fisher édite des poèmes sur plusieurs choix et divers sujets, parfois attribués à un éminent auteur (c'est-à-dire James Howell (en)), recueillis et publiés par le sergent-major P. F. à Londres en 1663. La seconde édition, avec le nom de l'auteur et intitulée « Mr. Howel's Poems upon divers emergent occasions » est dédiée à Henry King (en), évêque de Chichester, avec une préface de Fisher sur Howell, qu'il décrit comme ayant «  affirmé les droits royaux dans divers tracts », Londres, 1664. Fisher a aussi publié :
- 1675 : Deus et Rex, Rex et Episcopus, Londres.
- 1675 : Elogia Sepulchralia, Londres, collection de quelques-unes des nombreuses élégies de Fisher.
- 1682: A Book of Heraldry, Londres.
- 1685 : The Anniversary of his Sacred Majesty's Inauguration, en latin et en anglais, from the Fleet, under the generous jurisdiction of R. Manlove, warden thereof, Londres.